# Haoma
Haoma, en idioma avéstico, es el nombre de una divinidad de la quintaesencia de la planta haoma; e igualmente el nombre de una planta del mismo nombre, y la bebida hecha con ella en la doctrina zoroástrica y en la posterior cultura y mitología persa. En persa medio es hōm, que sigue siendo el nombre en persa moderno, pastún y otras lenguas vivas iranias.
El sagrado haoma tiene sus orígenes en la religión protoindoirania y es el cognado del soma védico. Para las relaciones y diferencias, ver el apartado de más abajo: Comparación entre haoma y soma.

## Etimología
Tanto el avéstico haoma como el sánscrito soma derivan del protoindoiranio *sauma. Las raíces lingüísticas de las palabras haoma, hu-, y soma, su-, sugieren 'prensar', 'majar' o 'machacar'. (Taillieu, 2002).

## Como planta

### En el Avesta
Los atributos físicos de la planta, como son descritos en los textos del Avesta, incluyen:
- La planta tiene tallos, raíces y ramas (Yasna 10.5).
- Tiene un asu flexible (Yasna 9.16). En este caso, el término asu solo es utilizado junto con una descripción del haoma y no tiene una traducción concreta. Se refiere a las "ramas" de acuerdo con Dieter Taillieu, a los "tallos", según Robert Wasson, "fibra" o "carnosidad", para Ilya Gershevitch o "brotes", según Lawrence Heyworth Mills.
- Es alto (Yasna 10.21, Vendidad 19.19 ).
- Es fragante (Yasna 10.4).
- Es de color dorado-verdoso (denominación estándar, Yasna 9.16 Et alii).
- Puede ser prensado (Yasna 9.1, 9.2).
- Crece en las montañas, "se expande rápidamente", "aparte de muchos caminos" (Yasna 9.26, 10.3-4 et al.) "en las quebradas y abismos" (Yasna 10-11) y "en los márgenes" (Yasna 10.12 ).

Los atributos indirectos (efectos por su consumo) incluyen:
- Promueve la curación (Yasna 9,16-17, 9.19, 10.8, 10.9).
- Promueve la excitación sexual (Yasna 9.13-15, 9.22).
- Fortalece físicamente (Yasna 9.17, 9.22, 9.27).
- Estimula el estado de alerta y la consciencia (Yasna 9.17, 9.22, 10.13).
- Su extracto ligeramente intoxicante puede ser consumido sin efectos secundarios negativos (Yasna 10.8).
- Es nutritivo (Yasna 9.4, 10.20) y "más nutritivo para el alma" (Yasna 9.16).

### En el zoroastrismo actual
Muchos de los atributos físicos que se describen en los textos del Avesta coinciden con la elección de la planta que es utilizada en la práctica del Zoroastrismo actual. Aunque no puede descartarse que la planta utilizada hoy día, sea un sustituto de la planta que fue venerada por los antiguos zoroastrianos, presumiblemente se ha hecho su elección para adaptarse a las antiguas prácticas. En la preparación actual del parahaoma (para más detalles, véase Ab-Zohr): las ramas son golpeadas repetidamente con la presencia de un poco de agua, lo que sugiere que el antiguo haoma también era soluble en agua.
Las ramas tienen que ser importadas por los zoroastristas de la India, pues creen que, por razones climáticas, no pueden obtenerse en el subcontinente indio. Además, se producen cantidades muy pequeñas.
Según Falk, los parsis zoroastrianos utilizan una variante de la efedra, generalmente la Ephedra procera, importada del valle del río Hari Rud en Afganistán. (Falk, 1989, p. 86).

## Como bebida
En el Denkart 7.2 48 y sig., sobre la concepción de Zaratustra desde su preexistencia celeste, narra que la sustancia de su cuerpo cayó con la lluvia lo que hizo que las plantas crecieran más. Al ser comidas por dos terneras de la casa de sus padres, hizo que su sustancia pasara a la leche, que al ser mezclada con haoma y bebida por los dos y al unirse posteriormente, sería concebido Zaratustra.
En el zoroastrismo, en Yasht 11.4-7, es exaltado el rey Yima, el más religioso de los humanos, los sacrificios cruentos y el rito del haoma. Pero posteriormente, los sacrificios cruentos fueron suprimidos y la bebida sagrada haoma con efectos tóxicos, sería sustituida por otra haoma, no tóxica, extraída de jugo de plantas, agua y leche.

## Como divinidad
El yazata Haoma, también conocido por el nombre Hōm Yazad en persa medio, es el epítome de la quintaesencia de la planta haoma, venerada en el Hōm Yašt, los himnos del Yasna 9-11.
En los himnos, se dice que Haoma compareció ante Zoroastro en la forma de un "hermoso hombre" (esta es la única referencia antropomórfica), pidiéndole que reuniese y prensase haoma para la purificación de las aguas (ver Aban). Haoma es "justo" y "promueve la justicia", es "sabio" y "da revelación" (Yasna 9.22). Haoma fue el primer sacerdote, instalado por Ahura Mazda con el sagrado cinto o cordón aiwiyanghana (Yasna 9.26) y sirve a los Amesha Spentas en esta capacidad (Yasht 10,89). El Haoma de ojos dorado verdosos fue el primero en ofrecer haoma, con una "estrella adornado, mortero para usanza del espíritu" y es el guardián de las "plantas de la montaña sobre la montaña más alta." (Yasht 10.90)
Haoma es asociado con el Amesha Spenta Vohu Manah (en avéstico, en persa medio, Vahman o Bahman), el guardián de toda la creación animal. Haoma es la única divinidad con un Yasht que no está también representado por un nombre de día dedicado en el calendario zoroástrico. Sin tal dedicación, Haoma ha dejado de ser importante dentro de la jerarquía zoroástrica de los ángeles. Igualmente Zaratustra condenó el culto a Haoma.

## Comparación entrehaomaysoma
Más allá de establecer un origen común del haoma y el soma y de numerosos intentos de dar ese origen común a una identidad botánica, poco se ha hecho para estudiar las similitudes y diferencias. Como indólogo, Jan Houben también tomó nota de los trabajos de un seminario de 1999 sobre Haoma-Soma, "aparte de ocasionales y dispersos comentarios sobre las similitudes en las estructuras y los detalles de los rituales védicos y zoroástricos, poco se ha hecho en la comparación sistemática de los dos" (Houben, 2003, 9/1a).
La observación de Houben también es importante ya que, hasta 2003, no había habido ninguna comparativa significativa de la diversidad cultural y sagrada del haoma y el soma más allá de la comparación de la deidad védica y la divinidad zoroástrica realizada por Alfred Hillebrandt en 1891.(Hillebrandt, Alfred (1891).  Koebner, ed. Vedische Mythologie. I: Soma und verwandte Goetter. Breslau.)
Los estudios más recientes han tratado solo de la identificación botánica del protoindoiranio *sauma. El seminario de Houben, el primero en su clase, se refería a "la naturaleza de la planta soma/haoma y el jugo que se extraía de ella" y que "el tema principal del seminario se refería a la identidad del soma/haoma." (Houben, 2003, 9/1b).